# 鄭在浣
鄭 在浣（チョン・ジェワン、朝鮮語: 정재완、1900年1月2日 - 没年不詳）は、日本統治時代の朝鮮および大韓民国の独立運動家、教育者、地方公務員、実業家、政治家。麗水郡郡守、第2・3・4・5代韓国国会議員を歴任した。
本貫は晋州鄭氏。号は三光。儒教の信者。

## 経歴
全羅南道麗水郡出身。ソウル中央高等普通学校を経て、東京物理学校、東洋大学文科ドイツ哲学科卒。若い頃は朝鮮独立運動に参加し、秘密結社などに加担した。ソウル中央高等普通学校在学中に三・一運動に参加した後に満洲に亡命したが、欠席裁判で懲役1年を言い渡された。1929年に故郷の麗水に戻り、地主会を設立した。1930年に鉄道敷設のために鉄道沿辺敷地を強制購入しようとした日本当局の朝鮮総督府に対抗して農民会を組織して活動した。また、青年会館を新築して未就学児童に対する教育を行ったが、当局からの不許可処分を受けると、麗水公立普通学校の校内に夜間学部を設立して教育事業を継続した。光復後は麗水郡守、全羅南道社会教育課長、麗水日報社長、無所属または民主党所属の民議員4期、民議院政党護同、第5代国会民議院麗水救護病院事件調査特別委員会委員長、世界道徳再武装韓国本部大会韓国代表を務めた。
1970年に麗水市民の賞を受賞した。